# Kassim Guyazou
Kassim Guyazou (ur. 7 stycznia 1982 w Lomé) – togijski piłkarz grający na pozycji pomocnika.

## Kariera klubowa
Karierę piłkarską Guyazou rozpoczął w klubie Sara Sport FC. W 2001 roku zadebiutował w jego barwach w pierwszej lidze togijskiej. W 2004 roku przeszedł do AS Douanes. W 2005 roku wywalczył z Douanes mistrzostwo Togo. W latach 2005–2007 grał w Étoile Filante de Lomé. Z kolei w latach 2007-2008 był piłkarzem węgierskiego Diósgyőri VTK. W sezonie 2008/2009 występował w irańskim Steel Azin z Teheranu. Następnie grał w innych irańskich klubach Gostaresz Fulad i Fulad Jazd.

## Kariera reprezentacyjna
W reprezentacji Togo Guyazou zadebiutował w 2001 roku. W 2006 roku został powołany do kadry Togo na Puchar Narodów Afryki 2006. Na tym turnieju wystąpił we 2 meczach: z Kamerunem (0:2) i z Angolą (2:3), w którym otrzymał czerwoną kartkę.